# Mark Billingham
Mark Philip David Billingham (2 juli 1961) is een Engelstalige romanschrijver die een bestseller in het misdaadgenre behaalde met de serie over "Tom Thorne". Hij is scenarioschrijver voor de televisie en is bekend geworden als acteur en komiek.

## Boeken
Tom Thorne reeks
- 2001 - Sleepyhead ; Slaapdood
- 2002 - Scaredy cat ; Dubbelmoord
- 2003 - Lazy bones ; Wraakhotel
- 2004 - The burning girl ; Het verbrande meisje
- 2005 - Lifeless ; Levenloos
- 2006 - Buried
- 2007 - Death message
- 2009 - Bloodline ; Erfelijk belast
- 2010 - From the dead ; Uit de dood verrezen
- 2011 - Good as dead ; Ten dode opgeschreven
- 2013 - The dying hours ; Stervensuur
- 2014 - The bones beneath
- 2015 - Time of death

Alleenstaand
- 2008 - In the dark ; In het duister
- 2016 - Die of shame